# 8½
A 8½ (eredeti címe olaszul/franciául kiolvasva: Otto e mezzo / Huit et demi) 1963-ban bemutatott fekete-fehér, olasz–francia filmdráma, Federico Fellini alkotása.
A filmtörténet első rendezői önvallomása, benne a művész alteregóját Marcello Mastroianni formálta meg. A 10 évvel korábbi A bikaborjakhoz (1953) és a 10 évvel későbbi Amarcordhoz (1973) hasonlóan a 8½ is számos önéletrajzi motívumot tartalmaz ugyan, de szintén nem tükrözi teljes egészében a valóságot, Fellini magánéletét.
A forgatás 1962. május 9-étől október 14-éig tartott, s ez volt a Mester búcsúja a fekete-fehér filmtől. A 8½-t világszerte nagy lelkesedéssel fogadták: a Kelet a Moszkvai Filmfesztivál nagydíjával ismerte el, a Nyugat Oscar-díjat adott neki. Persze volt néhány elmarasztaló kritika, sőt a bemutató óta eltelt évtizedek alatt megszaporodtak a filmmel kapcsolatos negatív vélemények is, az viszont nem képezi vita tárgyát, hogy a 8½ talán az egyetlen Fellini-mű, amelynek széles körű hatása a filmművészetre egyértelműen kimutatható Arthur Penntől kezdve Paul Mazurskyn, Rainer Werner Fassbinderen, François Truffaut-n és Bob Fossen keresztül egészen Woody Allenig.

## A cselekmény
|  | Alább a cselekmény részletei következnek! |

Fülledt, tavaszi csúcsforgalomban összetorlódott autók utasai unalomból, közönyösen szemlélgetik egymást. Egy férfi törölgetni kezdi a bepárásodott szélvédőt. Az autó füstölni kezd. A férfi megpróbál kiszabadulni, de hiába próbálja letekerni az ajtóüveget. Dörömbölve próbál segítséget kérni. A többi autó utasai nem reagálnak. A férfi végül kiszabadul a tetőn keresztül, és lebegni kezd a kocsik fölött egyre magasabbra emelkedve. Elsuhan egy vasvázas torony mellett. Hamarosan kiderül, hogy a férfi lábán egy kötélhurok van. A kötél másik végét egy tengerparton vágtató lovas tartja a kezében. „Megvan” – kiált oda egy másik embernek, azzal lerántja a férfit a magasból. Hősünk egy szanatórium szobájában ébred fel. Bejön egy orvos, aki megvizsgálja. A páciens egy 42 éves filmrendező, keresztneve Guido. A májával vannak problémái. Rövidesen megjelenik egy Carini nevű fontoskodó kritikus, hogy véleményt mondjon Guido új filmjének szinopszisáról. Carininek nem tetszik a filmterv. Guido kezelésre megy az élet vizének nevezett forráshoz, ahol rajta kívül öregek, szerzetesek, apácák, minden rendű és rangú férfiak és nők várják a gyógyulást. Carini ide is követi őt, és tovább magyarázza a véleményét: Guido új filmterve szerinte csak azt bizonyítja, hogy a filmművészet fél évszázaddal le van maradva a többi művészet mögött. Nincs semmi filozófiai elképzelés, ami összefogná az epizódokra széteső filmvázlatot. Carinitől a menekvést a régi barát, Mezzabotta felbukkanása jelenti. A korosodó gazdag gyáros fiatal szeretőjével érkezett. Az ifjú teremtés ugyan pimasz közvetlenséggel jelenti ki, hogy nem szereti Guido filmjeit, kacér pillantásai azonban elárulják, hogy a művész mint férfi nem közömbös számára. Az élet forrásához vezető kapuból a tüneményesen fiatal és bájos Claudia libben elő, és Guido azt képzeli, ő nyújtja át neki a gyógyvizes poharat, amit valójában egy fáradt és elgyötört nőtől kapott. Guido csupán ábrándozott.

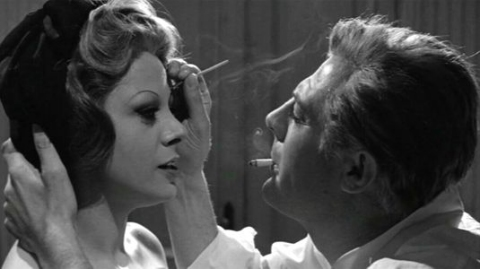
Guido kifesti Carlát (Sandra Milo és Marcello Mastroianni)

A következő jelenet az állomáson játszódik, Guido a szeretőjét várja, miközben Carini jegyzeteit olvassa. Megtudhatjuk, hogy a kritikus szerint Claudia szerepeltetése erőltetett, felesleges. Megérkezik Carla, Guido szeretője: érzéki, de láthatóan nem túlzottan eszes nő. A párocska egy kicsiny szállodába megy. Carla szüntelenül locsog, azt kéri például Guidótól, hogy szerezzen állást a férjének, aki tulajdonképpen remek ember. Guidót egy butuska játék jobban érdekli: új szemöldököt fest Carlára, akinek el kell játszania, hogy idegenként nyit be a filmrendező szobájába. Guido újra álmodik: magát és anyját látja, amint együtt felkeresik apja sírját. Az apa szavai által – „Pedig te olyan jó rajzoló voltál!” – Guido tulajdonképpen azt vallja be magának, hogy nem sikerült elérnie az életben semmi igazán fontosat. Az anya csókkal búcsúzik a fiától: a csók hirtelen szenvedélyessé válik, az anya helyett immár a feleség, Luisa csókolja Guidót. A rendezőt a gyógyszállóban a teljes forgatócsoport várja. Mindenki a forgatás mielőbbi elkezdésében reménykedik. A felvételvezető felvonultatja az apa szerepére kiválasztott jelölteket, Guidónak azonban egyik sem felel meg. Valóban, az előző álom alapján már a néző is tudja, hogy ezek a figurák valóban semmiben sem hasonlítanak az apára. Az egyik sarokban órák óta várakozik a főszerepre kiszemelt francia színésznő. Csapongó teremtés, beszédében értelmes és intelligens kérdések váltakoznak fontoskodó és üres megjegyzésekkel. Annyi azonban kiderül a szavaiból, hogy fogalma sincs a szerepéről, forgatókönyvet sem kapott. Ugyanez a helyzet a korosodó amerikai filmszínésszel is. Megjelenik Pace úr, a producer és ifjú szeretője. Guido tréfából térdre borul Pace előtt, aki értékes svájci órát ajándékoz a rendezőnek. A kedélyeskedés után a producer kíváncsiskodó kérdései következnek. Guido azonban neki sem válaszol. Hallgatása sok mindent kifejezhet: talán azt, hogy a készülő filmről valójában ő sem tud még túl sokat, talán azt, hogy tisztában van azzal, mennyire tőle függ itt mindenki, és ezt megvető hallgatásával érezteti.
Este a vendéglőben Guido mintha jókedvű lenne, még műorrot is ragaszt magának. Szívesen tetézné a vidámságot egy alkalmi kalanddal is, de nem lehet, hiszen jelen van a szeretője is. A társaság eközben intellektuális színezetű, valójában üres fecsegést folytat a művészetről. Jelen van egy újabb színésznő is: titokzatos és elegáns, senkihez nem szól, és őt se szólítja meg senki. Hamarosan sor kerül az est szenzációjára, a gondolatolvasó fellépésére. A bekötött szemű idős hölgy egy szerény, szinte jelentéktelen külsejű emberke közreműködésével Guido gondolatait is kifürkészi, noha a filmrendező azt hiszi, egy gyerekes trükkel sikerül túljárnia a gondolatolvasó eszén. Guido felidézi magában a gyermekkort, a tovatűnt Éden világát. A gondolatolvasás után a rendező visszatér a szanatóriumként funkcionáló hotelbe. Madeleine, a francia színésznő most már ideges és türelmetlen, hiszen régóta várakozik Guidóra, és szeretné megkapni a szerepet. A férfi fejfájásra hivatkozva kerüli el a válaszadást, mire Madeleine megmasszírozza a fejét. Ezután végiglátogatja a hotelben elhelyezett stáb szorgos tagjait: egy varrónő még e kései órán is az egyik jelmezen dolgozik, a könyvelő számadatokat diktál, a felvételvezető pajkos lányokat rejteget. Valamennyien alig várják már a forgatás megkezdését, és Guido először érzi úgy, hogy ezekért az emberekért érdemes cselekedni, noha még mindig sejtelme sincs arról, miről is szóljon a tervezett film. Visszatér a szobájába, ahol Claudia álomalakja várja. A bájos teremtés kacagva lapozgatja a forgatókönyvet. Guido elképzeli, hogy Claudia mellé fekszik, és így alszik el. Másnap telefoncsörgésre ébred: Carla beteg. Egészséges volt, de unalomból ő is elvégezte a gyógyvízkúrát, ami megbetegítette. Guido hozzárohan, ám Carla állapota helyett saját maga és az esetleges következmények foglalkoztatják: mi lesz, ha kitudódik titkos viszonya? Végül a beteg, butuska, de mégiscsak érző szívű Carla vigasztalja önsajnálatba mélyedt szeretőjét.

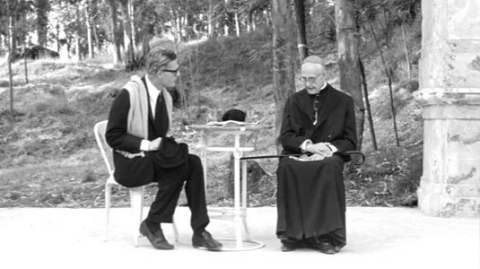
Látogatóban a bíborosnál (Marcello Mastroianni és Tito Masini)

Pace úr, a producer tanácsára Guido felkeresi a bíborost, aki szintén itt gyógykezelteti magát. A látogatás célja, hogy megelőzzék az esetleges botrányt, amit a rendező előző alkotásai esetében nem sikerült elkerülni. Az aggastyán azonban nem tud vagy nem akar Guidóval valódi kommunikációt folytatni, beszélgetésük közhelyes és semmitmondó. Ez egy újabb gyermekkori élményt idéz fel a rendezőben, amikor még diák volt egy papi internátusban. Öt társával együtt egyszer egy tengerparti épület előtt várakozott a terebélyes prostituáltra, Saraghinára, aki pénzért táncot lejtett előttük. Csupán Guido viselte az intézeti egyenruhát, ezért a váratlanul feltűnt papok őt kapták el a menekülő gyermekek közül. Természetesen megbüntették, fegyelmi tárgyalásán a gyermekében mélységesen csalódott anya is jelen volt. Hiába mondták azonban a fiúnak, hogy Saraghina maga az ördög, a gyermek az első adandó alkalommal visszaszökött hozzá, és immár egyedül bámulta őt. Guido ábrándozásait a kritikus korholó szavai kísérik. Később az iszapfürdőben újabb találkozásra kerül sor a bíborossal, ám hiába, az egyházi méltóság most sem folytat valódi párbeszédet a rendezővel, csupán kinyilatkoztatást tesz a földi élet céljáról. Guido a feleségétől remél segítséget, mert Luisa jelenléte már önmagában üdítően hat a sok öreg között. Az asszony nem egyedül érkezik: magával hozza a testvérét, egyik barátnőjét és egy építészhallgató ismerősét, aki alighanem a szeretője. A társaság ellátogat a forgatás helyszínére, megtekinti az elkészült díszletet, a film elején, az álomjelenetben már látott tornyot. Hamar kiderül, hogy a házaspár nem tud szót érteni egymással. Luisa tudja, hogy jelen van Carla, Guido szeretője is. A férfi azonban feleségénél is a szokott trükköt alkalmazza: nyűgös, álmosságra panaszkodik, nem akar a feleségével beszélgetni, talán éppúgy nem is tudna Luisával valódi kontaktust teremteni, ahogyan vele sem tudott a bíboros. Másnap Guido, Luisa és a barátnője egy szinte üres kerti vendéglő teraszán üldögélnek, amikor megjelenik Carla, aki leül egy közeli asztalhoz. Luisa fel van háborodva ekkora arcátlanság láttán, és méltatlankodását fokozza Guido, aki tagadja, hogy ismerné a nőt. Közben a férfi elképzeli, hogy milyen szép is lehetne az élet, ha háreme lehetne, ahol kénye-kedve szerint élvezhetné, idomíthatná a nőket. Ebben a fantáziavilágban persze Carla és Luisa is remekül megértenék egymást, és valamennyi nő – beleértve Saraghinát, Madeleine-t, egy dán stewardesst, a titokzatos hölgyet és még sok mindenki mást – azon szorgoskodna, hogy Guido minél jobban érezze magát.
Hamarosan eljön a próbafelvételek elbírálásának ideje, Guido azonban belül elégedetlenséget érez. Ráadásul Luisa sértődötten elviharzik, mert magára ismer a feleséget játszó színésznő felvételén. Guido nem tud utánamenni, mert immár a maga fizikai valóságában megjelenik Claudia, a színésznő. Beszélgetni kezdenek a szerepről. Claudiát meglepi a rendező feltárulkozása, mivel őt jobban érdekelnék a szerep részletei és persze a gázsi. A beszélgetésnek Pace úr megjelenése vet véget: Guidónak indulnia kell a sajtótájékoztatóra a toronydíszletnél. Nem is egy toronyról van szó valójában, hanem két nagyobbról és egy kisebbről. Guidónak ugyan még most sincsenek egyértelmű elképzelései a tervezett filmről, a producer viszont egyértelműen megfogalmazza az elvárásait: „Ha nem csinálod meg ezt a filmet, tönkreteszlek” – közli a rendezővel. Guido bemászik az asztal alá, és előbb elképzeli azt, amint főbelövi magát, majd egy másik alternatívaként azt, hogy bevallja, nincs kedve a filmhez, bontsák le a díszleteket, menjen mindenki haza. A kritikus most először ért vele egyet, bár talán csak gúnyolódik, amikor azt mondja: „Legalább pusztítsunk, ha már nem teremthetünk.” Guido célja azonban nem a pusztítás, hanem a teremtés. Válságát is éppen az okozta, hogy nem érezte alkotásnak azt, aminek elkészítését könnyelműen elvállalta. Arra a következtetésre jut, hogy ha az a zűrzavar és káosz, amit mostanság érez, ő maga, akkor ezt kell kifejeznie. Előmászik az asztal alól, és kezébe veszi a megafont. Most már tudja, mit akar. Nem azt a filmet az atomháború utáni emberiségről, amit megrendeltek tőle, hanem egy másikat, egy személyeset önmagáról és saját alkotói válságáról. Megszólal a zene, megjelenik négy bohóc és egy egyenruhás kisfiú, Guido gyermekkori énje. A kisfiú intésére szétnyílik a cirkuszi függöny, és felbukkannak az eddig látott szereplők. Mindnyájan a toronyról jönnek lefelé: nyoma sincs az értetlenségnek, mindenki tudja, mit akar. A torony előtti téren Guido utasítására megfogják egymás kezét, és körtáncba kezdenek. Besötétedik. Már csak a négy bohóc és a kisfiú látható, aztán a bohócok is eltűnnek. A gyermek Guido egyedül marad egy fehér fénycsóvában. Fuvolázik.

## Így készült a film

### A cím magyarázata
„Született hazudozó vagyok” – mondta Fellini egy róla készült híres dokumentumfilmben, amivel főleg arra utalt, hogy önéletrajzinak elkönyvelt filmjei valójában éppúgy nem tárják fel valós énjét, ahogyan könyvei vagy nyilatkozatai is csupán töredékeket villantanak fel a személyiségéből teljes feltárulkozás helyett. Egyesek azt állítják, e „hazudozás” a 8½ címében is tetten érhető. Pietro Bianchi filmkritikus – Fellini nagy rajongója – szerint ugyanis „a 8½ mint filmcím nemcsak rossz választás, hanem tévedés is.” Bianchi arra hivatkozik, hogy amennyiben a rendezői filmográfiába belevesszük A varieté fényeit (1950) is – melynek tulajdonképpeni rendezője Alberto Lattuada volt –, akkor Fellini a 8½ előtt pontosan 8 filmet forgatott. Ha viszont a „fél” filmet a Boccaccio ’70 (1962) számára készített Doktor Antonio megkísértése jelenti, akkor kimarad a számításból a Házasságközvetítő iroda című epizódfilm, melyet Fellini a Szerelem a városban (1953) című összeállítás számára forgatott. Persze kijön a 8 és fél, amennyiben A varieté fényeit, a Doktor Antonio megkísértését és a Házasságközvetítő irodát fél-fél filmként számoljuk, Tullio Kezich, Fellini életrajzírója szerint azonban ez a számítási mód is vitatható.
Kezich szerint a címet tulajdonképpen a kényszer szülte, mert a gyártó Cineriz végleges címet akart már akkor, amikor Fellini igazából még azt sem tudta pontosan, hogy miről fog szólni az új film. Ennio Flaiano forgatókönyvíró a Bella confusione (Szép kis zűrzavar) címet javasolta. Később felmerült a Film comico (Filmvígjáték) címvariáció is, annak bizonyítékaként, hogy a rendező a kezdet kezdetén szinte monomániásan ragaszkodott ahhoz, hogy vígjátékot forgasson. A 8½-lel Fellini egy valóban rá jellemző címet választott, amely titokzatos és nehezen megfejthető. Kezdetben ugyanis egyáltalán nem volt világos, hogy a cím mire utal, majd miután az elemzők megtalálták a legvalószínűbb megfejtést, épp elég talányt okozott számukra, hogy az addigi életmű alapján a címben megfogalmazott eredményre jussanak. Fellini visszaemlékezése szerint a bemutatón egy riporter megkérdezte tőle, hogy a 8½ azt az életkort jelenti-e, amikor átélte első szexuális élményét. A rendező úgy vélte, ostoba kérdésre ostoba választ kell adni, ezért „igen”-nel felelt. A riporter azonban komolyan vette, megírta, mások átvették, és azóta ez is az egyik leggyakoribb címmagyarázatnak számít.

### Alkotói válság

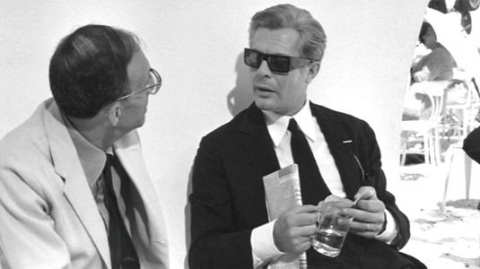
Carini, a kritikus és Guido (Jean Rougeul és Marcello Mastroianni)

Az édes élet (1960) világsikere mindörökre megváltoztatta Fellini életét. Világhírű rendező lett, immár az érdeklődés homlokterében állva kellett alkotnia, a média állandó érdeklődésétől kísérve: a családias hangulatú forgatásoknak egyszer s mindenkorra vége lett. A sikerrel együtt járt, hogy megszaporodtak az irigyek, és megfogyatkoztak a barátok. Utóbbiban Fellini is ludas volt, hiszen például könnyelműen elvállalta, hogy Angelo Rizzoli producerrel közösen alapított, rövid életű filmvállalata, a Federiz égisze alatt tehetséges kollégák és barátok filmterveit fogja gondozni, ám valójában mindehhez nem volt sem kedve, sem ideje. Ekkor veszítette el Pier Paolo Pasolini barátságát is, mivel az író-költő A csóró (1961) című első filmjének forgatását a Federiz egy hét után leállította. Az állandó stressz végül fizikai panaszokat okozott Fellininél. A chiancianói szanatóriumba került, hogy kipihenje magát. A szanatórium csendjében kezdett kibontakozni fejében egy új film gondolata. Tulajdonképpen már első elképzelései erősen hasonlítottak az elkészült filmre: egy férfi egy kisebb betegség miatt két hétre kikapcsolódik a hétköznapi élet ritmusából. A férfinak számtalan kötöttsége, kötelezettsége van, nős, de szeretőt is tart. Kapcsolataiban azonban csak vergődik, és csupán azért nem vet véget nekik, mert akkor az üresség várna rá. Nem látja élete értelmét. Fellini eleve úgy képzelte, hogy a filmbeli szanatóriumban két szinten fognak zajlani a mindennapok. Egyrészt a valóság szintjén: találkozások, vízkúra, látogatók, beszélgetések. A másik az álmok és emlékek szintje: a gyermekkor visszatérő képei és a férfi fantázia megnyilvánulásai. Csupán a férfi foglalkozása volt sokáig bizonytalan: Fellini eleinte íróra, ügyvédre, sőt színházi impresszárióra is gondolt. Elképzeléseit így fogalmazta meg: „Csak azt tudom, hogy a filmnek vidámnak, derűsnek, szellemesnek kell lennie, képileg tisztának, mívesnek. Arra is gondoltam, hogy a főszereplő végezzen egy kis irodalmi munkát a pihenése alatt. Írjon tanulmányt vagy »címszót« egy lexikonba valami történelmi alakról: Messalináról, Szent Ferencről, vagy még jobb lenne valaki a pogány világból. Ez a figura néhányszor talán meg is jelenhetne, a nagy figyelemösszpontosítás idézné föl. […] Azt hiszem, több szakaszban kell megcsinálni ezt a történetet. Rájöttem, nem tesz jót neki, ha sokat töprengek rajta, eltávolodik, összezavarodik, eltűnik. Türelmetlenül várom hát, hogy valaki vagy valami továbbsegítsen.”

### A stáb szervezése

#### Marcello Mastroianni

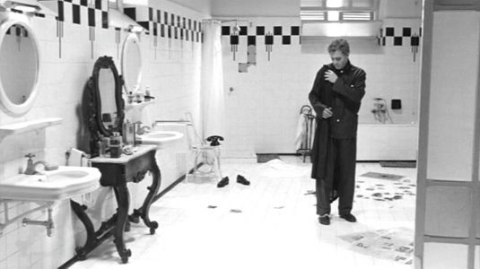
Guido a szanatóriumban (Marcello Mastroianni)

Mire a 8½ tényleges előkészítése megkezdődött, a rendező már túl volt a Doktor Antonio megkísértése című epizódfilmen, melyet a Boccaccio ’70 című összeállítás számára forgatott. Fellininek ekkor még egyáltalán nem öltöttek határozott formát az új filmmel kapcsolatos elképzelései, de úgy gondolta, amennyiben beleveti magát az előkészületekbe, a kétségek maguktól eloszlanak. Első lépés a megfelelő főszereplő megtalálása volt. A figurát az alteregójának szánta, bár akkor még nem volt szó arról, hogy Guido filmrendező lesz. Először Laurence Olivier-re gondolt, de aztán lemondott róla, mondván, hogy túl színpadias, túl angol, és túlságosan tudatában van a zsenialitásának. Választása Marcello Mastroiannira esett. Barátságuk Az édes élet forgatásával kezdődött. Egyáltalán nem jelentett problémát, hogy Mastroianni művészete színpadon elsősorban Luchino Visconti irányítása alatt teljesedett ki, noha Fellini és Visconti – főleg a kritikusok és a fanatikus rajongók túlbuzgósága miatt – évekig riválisoknak számítottak. Fellini és Mastroianni legalább annyi mindenben különböztek egymástól, mint amennyi mindenben hasonlítottak. Például kölcsönösen szerették ugratni egymást. Mastroianni szívesen tette féltékennyé a barátját: a magánéletben ritkán kereste, másokkal is forgatott, ugyanakkor készen állt arra, hogy bármit lemondjon, és azonnal Fellini rendelkezésére álljon, ha szükséges. Sohasem kért tőle forgatókönyvet, még a következő napi szövegére sem volt kíváncsi. Ezt azzal magyarázta, hogy egyrészt így sokkal szórakoztatóbb a forgatás, másrészt Fellini úgyis mindent átír, akár még az utószinkron alatt is, tehát fölösleges bármit is előre megtanulni. A rendező viszont abban lelte örömét, hogy elégedetlenségét hangoztatta Marcellóval szemben, és kénye-kedvére alakítgatta barátja szívtipró külsejét. A 8½ előkészítése során például közölte Mastroiannival, hogy túlságosan jófiús a külseje és túl sokat eszik, ő viszont sovány, baljós kinézetű, már-már gonosz figurát szeretne. Ennek érdekében először azt tervezte, hogy ráncosra maszkíroztatja Marcello szemét, és műszempillát tetet rá. A próbafelvételen ősz tincseket festetett a hajába, csak az egyik szemöldökét húzta ki, és táskákat rajzoltatott a szeme alá. Hogy Mastroiannit még jobban megtréfálja, azzal is ijesztgette, hogy a fürdőjelenetekben teljesen meztelenül kell majd szerepelnie. A félénk színész persze tiltakozott, Fellini pedig jót mulatott a félénkségén. Mastroianni egyébként kezdetben csak annyit tudott, hogy egy olyan vígjátékban fog szerepelni, amelyet Charlie Chaplin A gyógykezelés (1917) című alkotása ihletett.

#### A stáb többi tagja

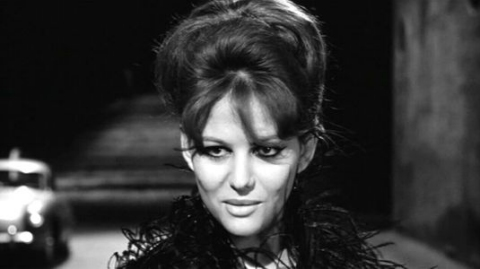
Claudia fizikai valóságában (Claudia Cardinale)

Bármilyen meglepő, a szereposztás első biztos pontja nem Mastroianni volt, hanem Claudia Cardinale. Claudia filmbeli alakjának elképzelésekor Fellini azonnal a fiatal színésznőre gondolt. Brunello Rondi forgatókönyvírónak így foglalta össze a figurával kapcsolatos legelső gondolatait: „A lány a gyógyforrásnál. Claudia Cardinalét kell odaképzelned, szép, egészen fiatal, de már teljesen érett; megbízható jelenség, valódi kincs, adomány, amit a főszereplő már nem tud elfogadni. Első alkalommal csak a lány kezét látjuk, amint a forrás gőzölgő vizéből egy pohárral a főszereplő felé nyújt. Aztán a szemét látjuk, egyenesen a férfi arcába mosolyog, s a főszereplő teljes bizonyossággal érzi, hogy ez a lány volna a megoldás mindenre.” Cardinale természetesen elfogadta a felkérést. Évekkel később így emlékezett vissza a közös munkára: „Federico volt az első, aki azt akarta, hogy önmagam legyek. Elfogadta a hangomat is. Elbűvölten dolgoztunk, elvarázsolt bennünket a tehetsége, bár egyikünk sem látta soha a forgatókönyvet.” A feleség szerepét Anouk Aimée kapta, aki Az édes életben Maddalena szerepét játszotta. Két meglehetősen hasonló figuráról van szó, ennek ellenére Fellini évekkel később így magyarázta a választását: „Az édes élet prostituáltját meg a 8½ erényes hősnőjét ugyanarra a színésznőre osztottam, mert mindkettő ugyanannak a férfinak – Marcellónak és Guidónak – a filmben testet öltött alakjával állt kapcsolatban, s ez a figura valójában A bikaborjak Moraldójából fejlődött ki. Anouk Aimée olyan színésznő, aki mindkét végletet képes megszemélyesíteni, miközben azt is megmutatja, milyen lehet a két véglet között az igazi nő.” Bármennyire kézenfekvőnek tűnik azonban, a feleség figurájának mégsem Fellini valódi felesége, Giulietta Masina volt a modellje: Luisa alakja inkább óvatos idealizálásnak tekinthető. Carla, a szerető szerepére Fellini eredetileg Marcella Pobbe szoprán énekesnőt kérte fel, ő viszont nem állt kötélnek. Végül úgy döntött, arra a színésznőre osztja a szerepet, akit Ennio Flaiano mutatott be neki: Sandra Milóra. Magát a figurát Fellini egyik valós szeretője, Anna Giovannini ihlette. Milo azonban éppen akkoriban bukott meg Roberto Rossellini Vanina Vanini (1961) című filmjével, és vissza akart vonulni. Fellini összebeszélt a színésznő élettársával, Moris Ergas görög producerrel, és váratlanul betoppant hozzájuk Piero Gherardi és Gianni Di Venanzo társaságában. A rögtönzött próbafelvétel kitűnően sikerült, Sandra beadta a derekát. Állítólag később tényleg a rendező szeretője lett, s noha viszonyuk egy idő után barátsággá változott, Fellini halála után a színésznő – Tullio Kezich könyve szerint – „minden lehetséges alkalmat megragad, hogy a képzeletbeli özvegy szerepében tetszelegjen.” Fellini egy darabig titkolta, hogy Milo mellett döntött, sőt elterjesztette, hogy még mindig keresi a megfelelő színésznőt. Természetesen tucatjával jelentkeztek azok a nők, akik úgy gondolták, a közzétett leírás alapján ők testesítenék meg a legjobban Carlát. Mindez ürügy volt arra, hogy Fellini országos utazásra induljon felkeresni a jelölteket, és ezalatt oldódjon a belső feszültsége.

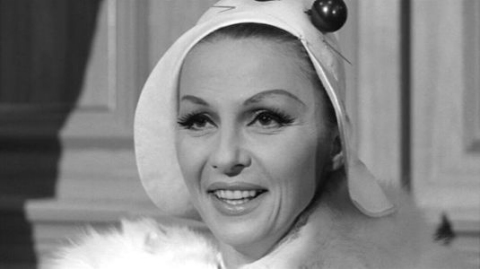
Madeleine, a francia színésznő (Madeleine LeBeau)

A francia színésznő, Madeleine alakját az Oscar-díjas Luise Rainer ihlette, akivel a rendező Az édes élet forgatása előtt ismerkedett meg, és annyira el volt ragadtatva tőle, hogy szerepet szánt neki abban a filmjében. Lelkesedése azonban hamar elillant, mivel Mme Rainer oly nagy örömmel fogadta a felkínált kicsiny, de hálás szerepet, hogy rögtön elárasztotta Fellinit az ötleteivel, és egyre újabb kérésekkel állt elő. A rendező eleinte tolerálta a színésznő kívánságait, és bár forgatás előtt sose szokta átdolgozni a forgatókönyvet, az iránta való tiszteletből mégis megtette. Végül megelégelte a korosodó hölgy véget nem érő óhajait, és közölte vele, hogy kihúzta a szerepet a forgatókönyvből. Mezzabotta és a nálánál jóval fiatalabb barátnője alakját valószínűleg Carlo Ponti és Sophia Loren ihlette. Conocchia, a gyártásvezető szerepét Mario Conocchia játszotta, ám a figurát nem ő – civilben ügyvéd volt –, hanem Luigi Giacosi gyártásvezető ihlette. Giacosi meg is sértődött a filmen, de aztán megbocsátott Fellininek, aki megkövette őt. Carini, az okvetetlenkedő kritikus állítólag a neves filmesztéta, Guido Aristarco karikatúrája: Aristarco ugyanis a színtiszta neorealizmus nevében többször kritizálta Fellini „eretnek” elhajlásait. (A szerepet Jean Rougeul író játszotta.) A titokzatos hölgyet Caterina Boratto, az 1930-as, 1940-es évek egyik olasz filmcsillaga alakította, aki Bernardino Zapponi forgatókönyvíró szerint szintén egyike volt Fellini szeretőinek.
Az persze nem volt kétséges, hogy a 8½ elkészítésében néhány korábbi, nélkülözhetetlen munkatárs mindenképpen részt fog venni, mint például Nino Rota zeneszerző és Piero Gherardi díszlet- és jelmeztervező. Otello Martelli operatőr helyett azonban Fellini Gianni Di Venanzót választotta. A rendező természetesen tisztelte és nagyrabecsülte Martellit, de úgy érezte, muszáj váltania, és igazság szerint kicsit megelégelte operatőre folytonos akadékoskodását a Doktor Antonio megkísértése forgatása során. Di Venanzo fiatal kora ellenére a fekete-fehér film nagymesterének számított, olyan remekművek fényképezése fűződik a nevéhez, mint Francesco Rosi Salvatore Giuliano (1962) és Michelangelo Antonioni A napfogyatkozás (1962) című alkotásai. Di Venanzo egyébként egyszer már dolgozott Fellinivel a Házasságközvetítő iroda című filmben, és a rendező már akkor tökéletesen elégedett volt vele. Az operatőr számára a fekete-fehér technika mindenkor izgalmas kihívást jelentett: kedvelte az erős ellenfényeket, a premier plánban felvett sötét sziluetteket, a szinte már avantgárdnak mondható fényhatásokat.

### A visszalépés gondolata

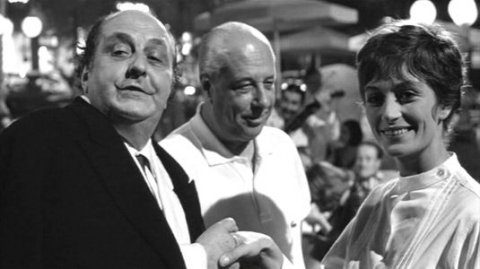
Pace úr, a producer és Luisa, Guido felesége; (Guido Alberti [balra] és Anouk Aimée [jobbra])

Egy idő után Fellini úgy érezte, csődöt mondott saját módszere: az előkészületekben való elmélyedés nemhogy eloszlatta, hanem inkább fokozta a kételyeit. Úgy érezte, a tervezett film kezd elillanni, ahogyan az álmok foszlanak szét az idő múlásával. Végül rászánta magát, és leült, hogy levelet írjon Angelo Rizzoli producernek, és bejelentse neki, hogy képtelen leforgatni a filmet, visszalép. Ahogyan később fogalmazott: „Úgy éreztem magam, mint a vasutas, aki eladta a jegyeket, sorba állította az utasokat, elhelyezte a bőröndöket a poggyászkocsin, na de hol vannak a vágányok?” A levélírást az egyik stábtag kopogása szakította félbe. Ünnepséget rendeztek az egyik kolléga születésnapja alkalmából, és a családias hangulatú rendezvényre Fellinit is meghívták. A Mester ugyan szabadkozott, de a szívélyes meghívásnak képtelen volt ellenállni. Óriási ováció fogadta, s a jelenlévők nemcsak az ünnepeltre, hanem Fellinire és készülő filmjére is koccintottak. A rendező elszégyellte magát, látván, hogy a stábtagok ennyire bíznak benne, és ráébredt arra, hogy rengeteg ember megélhetése függ tőle. A Rizzolinak szánt levelet tehát nem küldte el, hanem összetépte. Újabb vívódás következett, mígnem Fellini végre kimondta azt, amit rajta kívül már mindenki sejtett: Guido Anselmi tulajdonképpen ő maga, vagyis a figura foglalkozása miért ne lehetne filmrendező? Egy rendező világának bemutatása korlátlan lehetőségeket rejt, miközben az író munka közben gyakorlatilag csak ül, filmes szempontból tehát szinte semmi cselekmény nem lenne olyankor. Azzal, hogy Fellini kimondta, Guido valójában vele azonos, a produkció egyszeriben életre kelt. Immár mindenki tudta, mit kell csinálnia, s Piero Gherardi jelmeztervező számára is világos volt, hogy Mastroianni öltözékét Fellini valós kinézete alapján kell megterveznie: fekete öltöny, széles karimájú fekete kalap.

### Forgatási menetrend

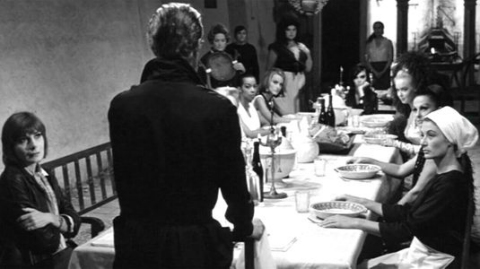
Guido háreme

A 8½ Fellini első olyan filmje, melyet a rendező alapvetően műteremben vett fel, s noha forgatott külső helyszíneken – például Tivoliban, Filaccianóban, Viterbóban, Ostiában és Fiumicinóban – is, állítólag ott is díszleteket emeltetett, semmit nem forgattak eredeti környezetben. A valóság átformálásához tartozott a szereplők átformálása is: Sandra Milónak például 8 kilót kellett híznia, Anouk Aimée-nek pedig ugyanennyit fogynia a rendezői utasításnak megfelelően. A Titanus Appia műtermeiben vették fel a produceri irodában játszódó képsorokat. Ezt követte a fürdő parkjában játszódó jelenet, majd a „pokolraszállás” epizódja, utána a szálloda halljában játszódó események rögzítése, illetve Sandra Milo jelenetei. Checchignolában vették fel a kisvárosi főutca képsorait, a gyerekek udvarházát, a háremjelenetet, illetve a temetői epizódot. Néhány hét forgatás után a filmlaboratórium munkásai sztrájkolni kezdtek, ezért megszűnt annak lehetősége, hogy naponta visszanézzék a musztereket. Fellini ekkor már nem esett kétségbe, sőt a szükségből erényt kovácsolt, a sztrájkot ugyanis munkamódszere gazdagítására használta fel. Kijelentette, hogy a stáb továbbfolytatja a munkát. Azonban a sztrájk befejezése után sem ment el megnézni az addigi musztereket, hanem Di Venanzót küldte maga helyett. Arra hivatkozott, hogy Hitchcock sem nézte meg a musztereket, s ez a módszer tulajdonképpen lehetővé teszi, hogy jobban ragaszkodjon az eredeti elképzelésekhez.

### A tervezett és a végleges befejezés
A 8½ nem az eredetileg tervezett befejezéssel került a mozikba. Fellini először úgy gondolta, hogy a filmet egy vasúti jelenettel fejezi be. (A vonat filmjeinek egyik visszatérő motívuma.) Ebben azt láthatta volna a néző, hogy Guido és felesége egy étkezőkocsiban ülnek, vagyis tulajdonképpen kibékültek. Aztán a férfi felpillant, és azt látja, hogy a körülöttük lévő asztaloknál élete (és a film) többi szereplője ül, jóságos vagy éppen kétértelmű pillantással szemlélve őt. A jelenetet fel is vették, a forgatást pedig Gideon Bachmann dokumentálta, aki egyrészt mintegy 3000 fotót készített, másrészt beszélgetéseket folytatott a közreműködőkkel, köztük Fellinivel is. A producer rövidesen előállt azzal a javaslattal, hogy reklámcélokból, lényegében mozielőzetesnek szánva, forgassanak egy kb. négyperces filmet is az ostiai tengerparton. Fellini Charlotte Chandler könyvében úgy emlékezett vissza, hogy mintegy 200 színész közreműködésével, 7 kamerával vették fel a rövid jelenetet, melyben a szereplők körtáncot járnak a hatalmas toronydíszlet körül. (Tullio Kezich könyvében 8 kameráról esik szó.) Eredetileg A gladiátorok bevonulása dallamára zajlott a jelenet forgatása, ám a végső változatban nem az hallható. Nino Rota e körtánc számára komponálta híres indulóját, amely talán a legismertebb, Fellini számára írt melódiája lett. Az előzetest maga Fellini is megtekintette, és annyira megtetszett neki, hogy úgy döntött, ez lesz a film befejezése a vonatjelenet helyett. A Fellini-szakirodalomban gyakran előforduló állítás, hogy a rendező akarata ellenére változtatta meg a film befejezését, ám maga a művész minderről azt mondta: „…néha a producer óhajának is lehet áldásos hatása.” Az étkezőkocsis jelenetet Fellini félretetette, sőt meghagyta, hogy jól vigyázzanak rá, mert kitűnően sikerült, a képsor az évek folyamán mégis elveszett.

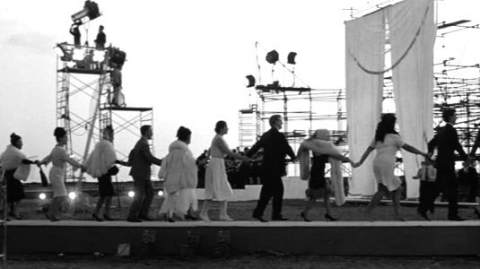
A tényleges befejezés: a körtánc

Mario Sesti a L’ultima sequenza (2003) című dokumentumfilmben évtizedekkel később megkísérelte rekonstruálni az eredeti befejezést. Felhasználta Bachmann fotóit és interjúit, sőt ő maga is készített beszélgetéseket a stáb még élő tagjaival. Az évtizedek távlatából azonban kevesen emlékeztek a részletekre, hiszen annyira képlékenyen alakult minden, hogy forgatás során azzal sem voltak tisztában, hogy a velük felvett jelenetek hová is kerülnek majd a végső változatban. Anouk Aimée szerint az étkezőkocsiban megjelenő figurák tulajdonképpen halottak voltak (mindannyian fehér ruhát viseltek). Aimée azt nyilatkozta, hogy teljesen egyetért Fellini döntésével, hogy megváltoztatta a film befejezését, noha mint színésznőnek, az lett volna a legfontosabb jelenete. Caterina Boratto lánya, Marina viszont úgy emlékezett vissza, hogy édesanyja nem tudott a változásról: számára akkora meglepetést okozott a bemutatón, hogy a fináléban mégsem volt látható, hogy állítólag hetekig sírt miatta. A vonatos befejezés pesszimista volt, fehér ruhás szereplői tulajdonképpen a halált idézték fel, míg a körtáncos befejezés egyértelműen optimizmust sugall. Kevés példa van arra a filmművészetben, hogy valaki ekkora képzelőerővel, szabadon szárnyaló fantáziával és bizakodva vallott volna tulajdon alkotói válságáról.

## A fogadtatás

### A nyugati visszhang
Az olasz kritika a bemutató után elragadtatott hangon magasztalta a filmet, és nem fukarkodott a dicsérő szavak halmozásával: „mágus, zseni, bűvész, csodálatos stílus, fennkölt ihlet.” Voltak persze negatív vélemények is, ám a korábbi Fellini-filmeket ért heves támadásokkal szemben az ellenzők ezúttal visszafogottabb hangot ütöttek meg: „nárcisztikus, hatásvadász, szétfolyó, érdektelen, magamutogató.” A jeles író, Alberto Moravia is a bírálók között foglalt helyet: „Fellini hőse erotomán, szadista, mazochista, megrögzött hazudozó, aki fél az élettől és legszívesebben visszabújna az anyja ölébe, pojáca, csaló, szélhámos.” Alberto Arbasino szerint viszont a 8½ „a hagyomány és az avantgárd közti súrlódás legérzékenyebb pillanatában robban be az elbeszélő prózába, és jókora lökést adhat neki az experimentalizmus, vagyis a jövő irányába.” Joseph E. Levine látatlanban vásárolta meg a film amerikai forgalmazási jogait. A New York-i premierre Fellini és Mastroianni is elutazott. Az amerikai közönség lelkesen fogadta a Mester alkotását, egy divatcég egyenesen azt tervezte, hogy sorozatban fogja gyártani azt a fekete kalapot, melyet a filmbeli Guido viselt. Persze azért az amerikai kritikák között is akadt fanyalgó és elutasító. Pauline Kael szerint a 8½ „strukturális csődtömeg”, John Simon szerint egyszerűen csak „fiaskó”. 1963 júliusában Fellini alkotása újabb győzelmet aratott: a Saint-Vincent-ben rendezett fesztiválon a nagy rivális, Luchino Visconti A párduc (1963) című látványos történelmi filmeposza elől nyerte el az Arany Serleg-díjat. Fellini ráadásul az olasz filmkritikusok Ezüst Szalag díját illetően is lekörözte Viscontit: 7 kategóriában nyert díjat a 8½, míg A párduc „csak” háromban. A díjeső betetőzéseként 1964. április 13-án Fellini alkotása megkapta a legjobb idegen nyelvű filmnek járó Oscar-díjat, valamint Piero Gherardi is átvehette az aranyszobrocskát a jelmezekért. (A művet további 3 kategóriában jelölték még az Akadémia díjára.) Fellini Julie Andrewstól vette át a díjat. Állítása szerint nagyon meg volt lepve, mert eleinte nem tudta mire vélni, hogy a szokásos kísérőzene helyett az olasz himnuszt hallotta felcsendülni. A ceremóniára egyébként elkísérte a felesége, valamint Ennio Flaiano, Clemente Fracassi és Sandra Milo az élettársával, Moris Ergasszal.

### A moszkvai bemutató

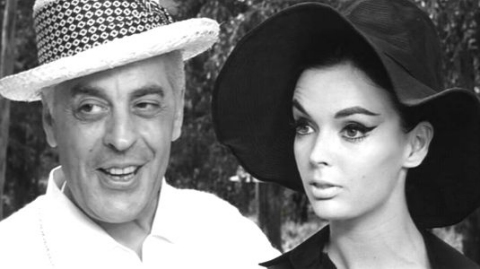
Mezzabotta és barátnője, Gloria Morin (Mario Pisu és Barbara Steele)

A 8½-t 1963. július 18-án mutatták be a Moszkvai Filmfesztiválon. A Kreml kongresszusi nagytermében 8000 néző foglalt helyet. A vetítés technikai körülményei csapnivalóak voltak: az eredeti hangot lehalkították, és gyenge szinkrontolmácsolás volt helyette. A színfalak mögött a szovjet hivatalos szervek amiatt aggódtak, hogy a közönség túl lelkesen fogadja ezt a „dekadens” nyugati alkotást. Nem tévedtek: a közönség ugyan vészjósló csendben nézte végig a filmet – Fellini mindezt a bukás előjelének vélte, és távozni akart –, ám végül feldübörgött a szűnni nem akaró taps. A vetítés után többen gratuláltak a rendezőnek, az űrhajós German Tyitov egyenesen azt mondta neki, hogy „a 8½ rejtelmesebb, mint a kozmosz.” A gratulálók között volt a költő Jevgenyij Jevtusenko is, illetve a szovjet filmvilág olyan jelentős alakjai, mint Vlagyimir Naumov, Tengiz Abuladze és Marlen Hucijev. Szergej Geraszimovnak ugyan tetszett a film, de aggodalmai is voltak, melyeket egy négyszemközti beszélgetés keretében igyekezett megosztani Fellinivel. Mondandója közben gyakran átváltott oroszra, amiből Fellini egy szót sem értett, csak azt érzékelte, hogy szovjet kollégája aggódik. A fesztivál zsűrijét Grigorij Csuhraj vezette: a 15 tagú zsűriben 7 külföldi foglalt helyet. Csuhraj kísérletet tett arra, hogy a szovjet zsűritagok támogatásával különdíjra javasolja Fellini alkotását – vagyis ezzel kizárják a fődíjért folyó versenyből –, és helyette egy másik olasz filmet, Nanni Loy Nápoly négy napja (1962) című rendezését vonják be a versenybe. Sergio Amidei, a temperamentumos és kommunista érzelmű olasz zsűritag azonban keresztülhúzta a szovjetek mesterkedéseit, és felszólította a külföldi zsűritagokat, hogy vonuljanak ki a rendezvényről. Mindegyik kolléga – köztük az amerikai Stanley Kramer, az indiai Satyajit Ray és a francia Jean Marais – szót fogadott neki. Csuhrajék végül beadták a derekukat, és a fődíjat ítélték oda a 8½-nek.

### Magyar kritikai visszhang
„Majdnem bizonyos, hogy az Országúton és Az édes élet tökéletesebb, kerekebb és változtathatatlanabb egész, mint a Nyolc és fél; de ugyanilyen kétségtelennek tűnik az is, hogy a Nyolc és fél termékeny hatása jobban szétsugárzott, és mind formanyelvi szempontból, mind a művészi önvallomás műfajának szempontjából elévülhetetlen érdemei vannak. Az időelemmel való gazdálkodás még a resnais-i kísérletekhez képest is újszerű. Értékes a Nyolc és fél azért is, mert először fogalmazza meg az olasz értelmiség, közelebbről pedig a filmművész-világ alkotói válságát, a társadalmi valóságtól való menekülést, a régi eszmények megtagadását, az újak hiábavaló – és rossz helyen történő – keresését. […] A Nyolc és félben rajzolódik ki előttünk először Fellini új alkotói korszakának jellegzetessége: a látvány elsődlegessége. Fellini bámulatos képi fantáziájával olyan erőteljes képeket tud alkotni, olyan döbbenetes erejű világba képes kalauzolni a nézőt, amilyent eddig csak a legnagyobb festőművészeknek sikerült felidézni. A Nyolc és félnek számos olyan lenyűgöző képe van, melyek bonyolult gondolatsorokat indítanak el az emberben, és ezek leírása oldalakra terjedne. Ki tudná pontosan leírni az élet vize körül keringő emberek arcának, mozdulatainak, a park hangulatának különös varázsát és jelentését?”

(Nemeskürty István: Fellini – Szemtől szemben. Budapest, 1974, Gondolat Kiadó, 126–127. oldal)

## A követők, a musical és a remake
A 8½ mint a filmtörténet első rendezői önvallomása, nagy hatást gyakorolt az egyetemes filmművészetre, s az évek során a világ legkülönbözőbb pontjain, a legkülönbözőbb stílusú alkotók készítették el a maguk 8½-jét. Ezek sorából a magyar közönség is láthatta François Truffaut Amerikai éjszaka (1973), Bob Fosse Mindhalálig zene (1979), Woody Allen Csillagporos emlékek (1980) és Vagyim Abdrasitov Bolygók együttállása (1984) című alkotását. Bizonyos értelemben e csoportba sorolható Kovács András Labirintus (1976) című filmje is.
Az 1980-as évek elején Mario Fratti feldolgozásában, Arthur Kopit librettójával és Maury Yeston szövegével és zenéjével musical készült a 8½-ből, a nem kevésbé egyszerű és titokzatos Nine címmel. Fellini nem ellenezte, sőt megkönnyítette az átdolgozáshoz szükséges jogok eladását, ám kikötötte, hogy a plakátokon nem szerepelhet sem az ő neve, sem a 8½ filmcím. Hat hónapos vidéki turné után került sor a New York-i premierre a 46. utca színházának színpadán, 1982. május 9-én. Az előadás 12 Tony-díjat (az amerikai színházi világ legrangosabb kitüntetése) kapott, ebből az egyiket a Guidót megformáló Raúl Juliá vehette át.
Az új évezred elején terjedt el a hír, hogy amerikai remake készül a 8½-ből. A hír csak félig igaz, a tervezett film ugyanis nem remake, hanem a Nine filmváltozata Rob Marshall rendezésében. A produkció előkészületi munkálatait a hollywoodi forgatókönyvírók 2007-ben kezdett sztrájkja lassította le. A főszerepre kiszemelt Javier Bardem kimerültségre hivatkozva visszalépett: állítólag egy évig nem kíván forgatni. 2008 nyarán a tervezett szereposztás a következő: Daniel Day-Lewis alakítaná Guidót, Marion Cotillard a feleségét, Penélope Cruz a szeretőjét, Sophia Loren pedig az anyját. Állítólag Judi Dench és Nicole Kidman is vállalta a felkérést.

## Érdekességek
- A vendéglői jelenetben a gondolatolvasó kitalálja Guido gondolatait, a látszólag teljesen értelmetlen Asa-Nisi-Masa szóösszetételt. A szavak első szótagjai azonban összeolvasva az anima szót adják ki: ez a Fellini által különösen nagyrabecsült Carl Gustav Jung pszichológiájának egyik kulcsfogalma. (Párja az animus.)
- A 8½ esetében Fellini csak fontolgatta a visszalépést, a G. Mastorna utazása címmel tervezett filmjét azonban 1966-ban tényleg lemondta, méghozzá akkor, amikor már álltak a díszletek, és indulhatott volna a forgatás. Dino De Laurentiis producer szigorú ellenlépéseket tett, lefoglaltatta Fellini ingóságait a rendező fregenei villájában. A következő év elején megegyeztek, Fellini új főszereplőt szerződtetett Ugo Tognazzi személyében. Végül vele sem forgatta le a filmet, hanem új megállapodást kötött De Laurentiisszal, hogy a G. Mastorna utazása helyett 3 másik filmet forgat a producernek, ám ezeket sem csinálta meg. A kínos szituációt egy másik producer, Alberto Grimaldi oldotta meg, aki megvásárolta De Laurentiistől a G. Mastorna utazása jogait, noha végül Fellini neki sem rendezte meg a filmet.
- A gyermek Guidót alakító Marco Gemini néhány évvel a 8½ forgatása után gyógyíthatatlan betegségben elhunyt.

## Szereplők

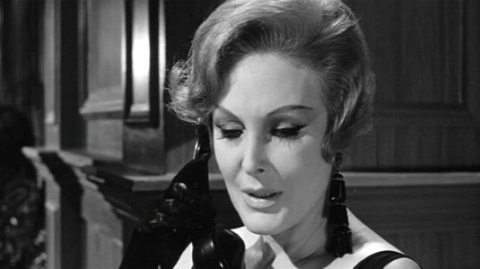
A titokzatos hölgy (Caterina Boratto)

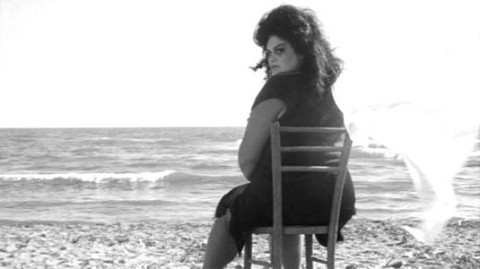
Saraghina, az „ördög” (Eddra Gale)

| Szerep                         | Színész                 | Szinkronhang (1969) |
| ------------------------------ | ----------------------- | ------------------- |
| Guido Anselmi                  | Marcello Mastroianni    | Gábor Miklós        |
| Claudia                        | Claudia Cardinale       | Pálos Zsuzsa        |
| Luisa Anselmi                  | Anouk Aimée             | Földi Teri          |
| Carla                          | Sandra Milo             | Szegedi Erika       |
| Rossella                       | Rossella Falk           | Káldy Nóra          |
| Gloria Morin                   | Barbara Steele          | Váradi Hédi         |
| Madeleine, a francia színésznő | Madeleine LeBeau        | Tolnay Klári        |
| A rejtélyes asszony            | Caterina Boratto        |                     |
| Saraghina                      | Eddra Gale              |                     |
| Pace, a producer               | Guido Alberti           | Képessy József      |
| Conocchia, a gyártásvezető     | Mario Conocchia         | Szabó Ottó          |
| Agostini, a produkciós titkár  | Bruno Agostini          |                     |
| Cesarino, a castingos          | Cesarino Miceli Picardi | Szersén Gyula       |
| Carini, a filmkritikus         | Jean Rougeul            |                     |
| Mario Mezzabotta               | Mario Pisu              | Bárdy György        |
| Jacqueline Bonbon              | Yvonne Casadei          |                     |
| Claudia ügynöke                | Mino Doro               | Csákányi László     |
| Az amerikai újságíró felesége  | Gilda Dahlberg          | Psota Irén          |
| Guido apja                     | Annibale Ninchi         | Zách János          |
| Bíboros                        | Tito Masini             | Kovács Károly       |

## Fontosabb díjak és jelölések

### Oscar-díj
- 1964 díj Legjobb idegen nyelvű film
- 1964 díj Piero Gherardi (legjobb jelmez fekete-fehér filmben)
- 1964 jelölés Piero Gherardi (legjobb díszlet fekete-fehér filmben)
- 1964 jelölés Federico Fellini (legjobb rendező)
- 1964 jelölés Federico Fellini, Ennio Flaiano, Tullio Pinelli, Brunello Rondi (legjobb eredeti forgatókönyv)

### BAFTA-díj
- 1964 jelölés Legjobb idegen nyelvű film

### Bodil-díj
- 1964 díj Federico Fellini (legjobb európai film)

### Ezüst Szalag díj
- 1964 díj Federico Fellini (legjobb rendező)
- 1964 díj Federico Fellini, Ennio Flaiano (legjobb eredeti történet)
- 1964 díj Federico Fellini, Ennio Flaiano, Tullio Pinelli, Brunello Rondi (legjobb eredeti forgatókönyv)
- 1964 díj Angelo Rizzoli (legjobb producer)
- 1964 díj Sandra Milo (legjobb női mellékszereplő)
- 1964 díj Gianni di Venanzo (legjobb operatőr fekete-fehér filmben)
- 1964 díj Nino Rota (legjobb filmzene)

### Kinema Junpo-díj
- 1966 díj Federico Fellini (legjobb külföldi film, legjobb külföldi film rendezője)

### Moszkvai Filmfesztivál
- 1963 díj Federico Fellini (a fesztivál fődíja)